# Joseph, Duce de Saxa-Altenburg
Joseph Georg Friedrich Ernst Karl, Duce de Saxa-Altenburg (27 august 1789 – 25 noiembrie 1868), a fost Duce de Saxa-Altenburg.
A fost al doilea fiu însă fiul cel mare supraviețuitor al lui Frederic, Duce de Saxa-Hildburghausen (sau Saxa-Altenburg din 1826) și a soției acestuia, Ducesa Charlotte Georgine de Mecklenburg-Strelitz. Joseph i-a succedat tatălui său ca Duce de Saxa-Altenburg după decesul acestuia în 1834.

## Căsătorie și copii
S-a căsătorit la 24 aprilie 1817 la Kirchheim unter Teck cu Amelia de Württemberg (1799–1848). Joseph și Amalie au avut șase fiice:
- Alexandrine Marie Wilhelmine Katharine Charlotte Therese Henriette Luise Pauline Elisabeth Friederike Georgine (n. 14 aprilie 1818 - d. 9 ianuarie 1907), căsătorită la 18 februarie 1843 cu regele George al V-lea al Hanovrei
- Pauline Friederike Henriette Auguste (n. 24 noiembrie 1819 - d. 11 ianuarie 1825)
- Henriette Friederike Therese Elisabeth (n. 9 octombrie 1823 - d. 3 aprilie 1915)
- Elisabeth Pauline Alexandrine (n. 26 martie 1826 - d. 2 februarie 1896), căsătorită la 10 februarie 1852 cu Petru al II-lea, Mare Duce de Oldenburg
- Alexandra Friederike Henriette Pauline Marianne Elisabeth (n. 8 iulie 1830 - d. 6 iulie 1911), căsătorită la 11 septembrie 1848 cu Marele Duce Constantin Nicolaevici al Rusiei
- Luise (n. 4 iunie 1832 - d. 29 august 1833)

Amalia a murit la 28 noiembrie 1848, la vârsta de 49 de ani la Altenburg. Două zile mai târziu, Joseph a decis să abdice în favoarea fratelui lui, George, Duce de Saxa-Altenburg. Joseph a murit în 1868 la Altenburg.